# Fitzgerald (Geòrgia)
Fitzgerald és una població dels Estats Units a l'estat de Geòrgia. Segons el cens del 2000 tenia 8.758 habitants.

## Demografia
Segons el cens del 2000, Fitzgerald tenia 8.758 habitants, 3.448 habitatges, i 2.210 famílies. La densitat de població era de 466,4 habitants/km².
Dels 3.448 habitatges en un 31,2% hi vivien nens de menys de 18 anys, en un 36,3% hi vivien parelles casades, en un 23,1% dones solteres, i en un 35,9% no eren unitats familiars. En el 31,8% dels habitatges hi vivien persones soles el 14,9% de les quals corresponia a persones de 65 anys o més que vivien soles. El nombre mitjà de persones vivint en cada habitatge era de 2,47 i el nombre mitjà de persones que vivien en cada família era de 3,12.
Per edats la població es repartia de la següent manera: un 28,3% tenia menys de 18 anys, un 9,6% entre 18 i 24, un 25,7% entre 25 i 44, un 20,6% de 45 a 60 i un 15,8% 65 anys o més.
L'edat mediana era de 35 anys. Per cada 100 dones de 18 o més anys hi havia 78,2 homes.
La renda mediana per habitatge era de 20.805 dòlars i la renda mediana per família de 26.577 dòlars. Els homes tenien una renda mediana de 26.674 dòlars mentre que les dones 17.211 dòlars. La renda per capita de la població era de 12.775 dòlars. Entorn del 26,7% de les famílies i el 31,6% de la població estaven per sota del llindar de pobresa.

## Poblacions més properes
El següent diagrama mostra les poblacions més properes.